# Ordenação de mulheres na Comunhão Anglicana
A ordenação de mulheres na Comunhão Anglicana é uma tendência que tem ocorrido desde a década de 1970, intensificando-se após a virada do século. Atualmente, a maioria das províncias da Comunhão Anglicana ordenam mulheres para uma das três ordens tradicionais, consagrando bispas, reverendas e/ou diáconas. Outras províncias ordenam mulheres como diáconas e reverendas, mas não como bispas; outras, ainda, apenas como diáconas; e sete províncias não ordenam mulheres a qualquer uma dessas ordens do ministério. Dentro de algumas províncias que permitem a ordenação de mulheres, a aprovação da legislação canônica permitindo tal prática é de responsabilidade das dioceses. Assim sendo, pode haver dioceses dentro de uma mesma província com posições conflitantes em relação à ordenação de mulheres. Um exemplo disso é a igreja australiana, onde as dioceses possuem um considerável grau de autonomia. Embora atenda a uma demanda do início do século XX e que faz parte de uma luta que vem do seio da sociedade, a ordenação de mulheres tem contribuído para o estabelecimento e o crescimento de tendências separatistas conservadoras, como os movimentos de realinhamento anglicano e de continuação anglicana.

## Visão geral
A situação atual da ordenação de mulheres na Comunhão Anglicana pode ser vista na tabela a seguir, que lista as igrejas-membro e as igrejas extra-provinciais da Comunhão:
| Província                            | Ordenação de diáconas permitida | Primeira diácona ordenada | Ordenação de reverendas permitida | Primeira reverenda ordenada | Consagração de bispas permitida | Primeira bispa consagrada  | Refs                        |
| ------------------------------------ | ------------------------------- | ------------------------- | --------------------------------- | --------------------------- | ------------------------------- | -------------------------- | --------------------------- |
| África Austral                       | Em 1982                         | Sim                       | Em 1992                           | Em 1996                     | Sim                             | Em 2012                    | [ 1 ] [ 2 ] [ 3 ]           |
| África Ocidental                     | Em 1987                         | Em 1987                   | Em 2000                           | Sim                         | Não                             | Não                        | [ 4 ] [ 5 ] [ 6 ]           |
| África Central                       | Não                             | Não                       | Não                               | Não                         | Não                             | Não                        | [ 7 ]                       |
| América Central                      | Sim                             | Sim                       | Sim                               | Sim                         | Sim                             | Não                        | [ 8 ]                       |
| América do Sul                       | Sim                             | Sim                       | Sim                               | Sim                         | Não                             | Não                        | [ 9 ]                       |
| Aotearoa, Nova Zelândia e Polinésia  | Sim                             | Sim                       | Em 1976                           | Em 1977                     | Sim                             | Em 1990                    | [ 10 ] [ 11 ]               |
| Austrália                            | Em 1985                         | Em 1986                   | Em 1992                           | Em 1992                     | Em 2007                         | 2008                       | [ 13 ] [ 14 ]               |
| Bangladesh                           | Sim                             | Sim                       | Sim                               | Sim                         | Sim                             | Não                        | [ 15 ] [ 16 ]               |
| Bermuda (extra-provincial)           | Sim                             | ?                         | Em 2009                           | ?                           | ?                               | ?                          | [ 17 ]                      |
| Brasil                               | Em 1983                         | Em 1984                   | Em 1983                           | Em 1985                     | Em 1983                         | Em 2018                    | [ 19 ] [ 20 ] [ 21 ] [ 22 ] |
| Burundi                              | Sim                             | Sim                       | Sim                               | Sim                         | Não                             | Não                        | [ 4 ] [ 23 ]                |
| Canadá                               | Em 1969                         | Em 1969                   | Em 1975                           | Em 1976                     | Em 1986                         | Em 1994                    | [ 25 ]                      |
| Ceilão (Sri Lanka; extra-provincial) | Sim                             | Em 2003                   | Sim                               | Em 2006                     | ?                               | Não                        | [ 26 ] [ 27 ] [ 28 ] [ 29 ] |
| Congo                                | Sim                             | Sim                       | ?                                 | ?                           | Não                             | Não                        | [ 1 ]                       |
| Coreia                               | Em 2005                         | Sim                       | Em 2008                           | Sim                         | Não                             | Não                        | [ 33 ] [ 34 ] [ 8 ]         |
| Cuba (extra-provincial)              | Sim                             | Em 1986                   | Sim                               | Em 1990                     | Sim                             | Em 2007                    | [ 35 ] [ 36 ]               |
| Escócia                              | 1986                            | 1986                      | 1994                              | 1994                        | 2003                            | 2018                       | [ 37 ]                      |
| Espanha (extra-provincial)           | Sim                             | Sim                       | Sim                               | Sim                         | ?                               | Não                        |                             |
| Estados Unidos                       | Em 1970                         | Sim                       | Em 1976                           | Em 1974}}                   | Em 1976                         | Em 1989                    | [ 40 ] [ 41 ]               |
| Filipinas                            | Sim                             | Sim                       | Sim                               | Sim                         | Sim                             | Não                        | [ 42 ]                      |
| Gales                                | Em 1980                         | Em 1980                   | Em 1996                           | Em 1997                     | Em 2013                         | Em 2017                    | [ 43 ] [ 44 ] [ 45 ] [ 46 ] |
| Hong Kong                            | Sim                             | Sim                       | Em 1971                           | Em 1944                     | Não                             | Não                        | [ 47 ] [ 48 ]               |
| Ilhas Falkland (extra-provincial)    | ?                               | ?                         | ?                                 | ?                           | —                               | Não                        |                             |
| Índias Ocidentais                    | Em 1992                         | Em 1994                   | Em 1995                           | Em 1996                     | Não                             | Não                        | [ 49 ] [ 50 ] [ 51 ] [ 52 ] |
| Índico                               | Em 2002                         | Sim                       | Em 2006                           | Em 2006                     | Não                             | Não                        | [ 53 ]                      |
| Inglaterra                           | Em 1985                         | Em 1987                   | Em 1992                           | Em 1994                     | Em 2014                         | Em 2015                    | [ 54 ] [ 55 ] [ 56 ]        |
| Irlanda                              | Em 1984                         | Em 1987                   | Em 1990                           | Em 1990                     | Em 1990                         | Em 2013                    | [ 57 ] [ 58 ] [ 59 ]        |
| Japão                                | Sim                             | Sim                       | Em 1998                           | Em 1998                     | Sim                             | Não                        | [ 60 ] [ 61 ]               |
| Jerusalém e Oriente Médio            | Sim                             | Sim                       | Em 2011                           | Em 2011                     | Não                             | Não                        | [ 62 ] [ 63 ] [ 64 ]        |
| Melanésia                            | Não                             | Não                       | Não                               | Não                         | Não                             | Não                        | [ 1 ] [ 65 ]                |
| México                               | Sim                             | Sim                       | Sim                               | Sim                         | Sim                             | Não                        | [ 19 ] [ 66 ]               |
| Myanmar (Burma)                      | Sim                             | Não                       | Sim                               | Não                         | ?                               | Não                        | [ 67 ]                      |
| Moçambique e Angola                  | Sim                             | Sim                       | Sim                               | Sim                         | Sim                             | Em 2023                    | [ 68 ]                      |
| Nigéria                              | Sim                             | ?                         | Não                               | Não                         | Não                             | Não                        | [ 31 ]                      |
| Norte da Índia                       | Sim                             | Sim                       | Sim                               | Em 1984                     | Sim                             | Não                        | [ 69 ]                      |
| Paquistão                            | Sim                             | Em 2000                   | Não                               | Não                         | Não                             | Não                        | [ 62 ] [ 70 ]               |
| Papua Nova Guiné                     | Não                             | Não                       | Não                               | Não                         | Não                             | Não                        | [ 4 ]                       |
| Portugal (extra-provincial)          | Sim                             | Em 1997                   | ?                                 | ?                           | ?                               | ?                          | [ 71 ]                      |
| Quênia                               | Sim                             | Em 1983                   | Em 1990                           | Em 1992                     | Não                             | Não                        | [ 1 ] [ 40 ] [ 72 ]         |
| Ruanda                               | Sim                             | Em 1996                   | Sim                               | ?                           | Não                             | Não                        | [ 73 ]                      |
| Sudão                                | Em 2000                         | Sim                       | Em 2000                           | Sim                         | Em 2000                         | Em 2016[carece de fontes?] | [ 74 ]                      |
| Sudão do Sul                         | Em 2000                         | Sim                       | Em 2000                           | Sim                         | Em 2000                         | Em 2016[carece de fontes?] | [ 74 ] [ 75 ]               |
| Sudeste asiático                     | Não                             | Não                       | Não                               | Não                         | Não                             | Não                        | [ 76 ]                      |
| Sul da Índia                         | Sim                             | Sim                       | Sim                               | Sim                         | Sim                             | Em 2013                    | [ 77 ]                      |
| Tanzânia                             | Sim                             | Sim                       | Sim                               | Sim                         | Sim                             | Não                        | [ 78 ]                      |
| Uganda                               | Sim                             | 1983                      | Sim                               | Sim                         | Sim                             | Não                        | [ 4 ] [ 5 ] [ 79 ]          |

## Histórico

### Ordenação de reverendas
Em 1930 surgiu o Grupo Anglicano pela Ordenação de Mulheres no Ministério Histórico, que lutava pela ordenação de mulheres dentro da Igreja da Inglaterra e das demais igrejas-membro da Comunhão Anglicana. O movimento era liderado pelo Bispo de Lichfield, John Kempthorne, e pelo deão da Catedral de Cantuária, Dick Sheppard. O grupo suspendeu suas atividades durante a Segunda Guerra Mundial. Em 25 de janeiro de 1944, no entanto, Florence Li Tim-Oi foi ordenada reverenda na igreja de Hong Kong por Ronald Hall, bispo de Victoria, devido à falta de homens – que estavam lutando contra a ocupação japonesa – naquela província. Ela foi a primeira mulher ordenada como reverenda na Comunhão Anglicana, mas sucumbiu às pressões conservadoras e renunciou ao cargo (mas não ao título) após o fim da guerra. Em 1971, a igreja de Hong Kong e Macau se tornou a primeira da província anglicana a permitir a ordenação de mulheres ao sacerdócio. Assim sendo, Florence Li Tim-Oi pôde finalmente atuar como reverenda. Jane Hwang e Joyce M. Bennett também foram ordenadas reverendas por Gilbert Baker, bispo de Hong Kong and Macao em 28 de novembro de 1971.
Três anos depois, nos Estados Unidos, onze mulheres – conhecidas como "as onze de Filadélfia" – foram ordenadas ao sacerdócio na cidade de Filadélfia por três bispos aposentados (Daniel Corrigan, Robert L. DeWitt e Edward R. Welles). Quatro outras mulheres ("as quatro de Washington") foram ordenadas em 1975 na capital federal por George W. Barrett, bispo aposentado de Rochester, Nova Iorque. Todas estas ordenações foram definidas como "irregulares" pela Igreja Episcopal dos Estados Unidos porque foram feitas sem a autorização da Convenção Geral. As ordenações foram regularizadas em 1976, apos a Convenção Geral aprovar medidas autorizando a ordenação de mulheres ao sacerdócio e ao episcopado. A primeira ordenação regular ocorreu em 1° de janeiro de 1977, quando Jacqueline Means foi ordenada reverenda na Igreja de Todos os Santos em Indianápolis. Em 1975, o Sínodo Geral da Igreja Anglicana do Canadá aprovou uma lei canônica permitindo a ordenação de reverendas; as seis primeiras do país foram ordenadas em 30 de novembro de 1976. Em 1977, foi a vez da Igreja Anglicana da Nova Zelândia ordenar suas primeiras reverendas; cinco no total.
Em 1985, a Igreja Episcopal Anglicana do Brasil, seguindo deliberação do Sínodo Geral realizado no ano anterior, começou a ordenar mulheres, sendo a primeira delas a reverenda Carmen Etel Alves Gomes. Ainda nos anos 1980, a Igreja Anglicana do Quênia concordou com o princípio de que as mulheres poderiam ser ordenadas, liberando cada diocese para deliberar sobre o assunto. Em 1983, Henry Okullu, bispo da diocese de Maseno Sul ordenou Lucia Okuthe como a primeira reverenda do Quênia. No mesmo ano, William Rukirande, bispo de Kigezi, ordenou três mulheres – Monica Sebidega, Deborah Micungwa Rukara e Margaret Kizanye Byekwaso – como reverendas na igreja de Uganda. A legislação canônica sobre a ordenação de mulheres foi aprovada em ambos os países em 1990. Naquele mesmo ano, Janet Catterall se tornou a primeira reverenda ordenada na Igreja da Irlanda.
Em 1992, o Sínodo Geral da Igreja Anglicana da Austrália aprovou uma lei canônica dando às dioceses o poder de deliberar sobre a questão da ordenação feminina naquele país. Em seguida, 90 reverendas foram ordenadas na Austrália. Ainda naquele ano, a Igreja Anglicana da África Austral autorizou a ordenação feminina e, em setembro, Nancy Charton, Bride Dickson e Sue Groves foram ordenadas reverendas na diocese de Grahamstown. Ainda em 1992, o Sínodo Geral da Igreja da Inglaterra aprovou uma moção para ordenar mulheres. No entanto, a medida gerou controvérsia e uma lei aprovada pelo Parlamento britânico no ano seguinte, o Act of Synod, permitiu que as paróquias não aceitassem ser lideradas por reverendas. Em 1994 as duas primeiras reverendas da Inglaterra foram ordenadas. Suas experiências serviram de base para o seriado A Vigária de Dibley. A legalidade da ordenação de mulheres na Inglaterra foi questionada em cortes civis pelo reverendo Paul Williamson. Até 2004, no entanto, a prática já havia se tornado recorrente e 25% dos reverendos ingleses eram mulheres.
Em 25 de julho de 1994, na diocese de Barbados, Sonia Hinds e Beverley Sealy se tornaram as primeiras mulheres a serem ordenadas diáconas na Igreja das Índias Ocidentais. Em maio de 1996, ambas as mulheres foram ordenadas reverendas. Rufus Brome, o primeiro bispo nascido em Barbados, presidiu ambas as cerimônias de ordenação na Catedral de São Miguel e Todos os Anjos em Bridgetown. Em 9 de fevereiro de 1997, Rosalina Villaruel Rabaria se tornou a primeira reverenda da Igreja Independente das Filipinas, na diocese de Aklan e Capiz. Em 2015, a diocese da Bolívia se tornou a primeira da Igreja Anglicana do Cone Sul a ordenar mulheres. Em seguida, no mesmo ano, Susana Lopez Lerena, Cynthia Myers Dickin e Audrey Taylor Gonzalez se tornaram as primeiras reverendas anglicanas da diocese do Uruguai, da mesma igreja.

### Ordenação de bispas

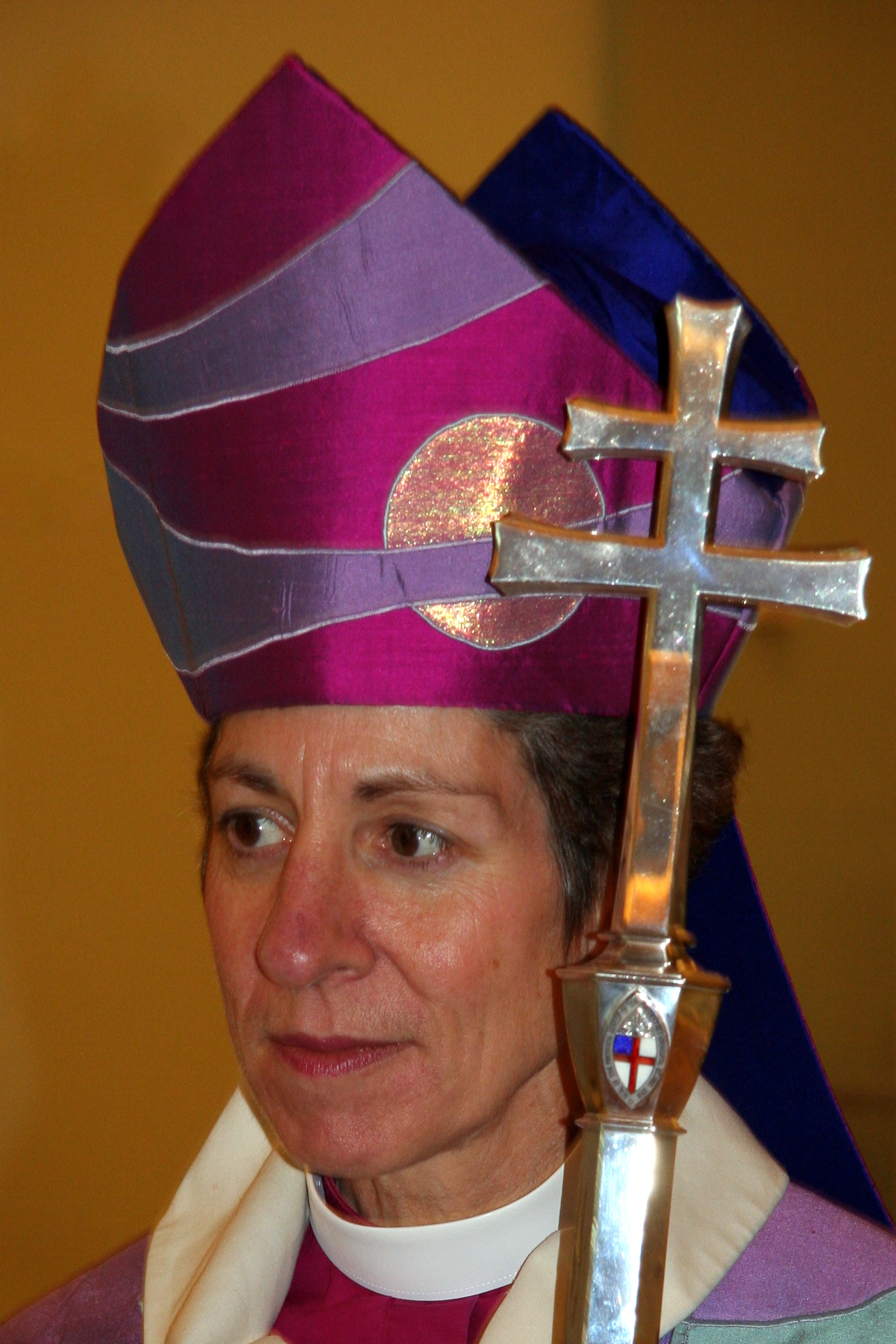
Katharine Jefferts Schori, bispa-presidente da Igreja Episcopal dos Estados Unidos entre 2006 e 2015, a primeira primaz mulher da Comunhão Anglicana.

A primeira bispa anglicana do mundo foi Barbara Harris, ordenada bispa sufragânea na diocese de Massachusetts, nos Estados Unidos, em fevereiro de 1989. Desde então, mais de 20 mulheres foram eleitas bispas naquele país. Dentre elas está Mary Glasspool, eleita em dezembro de 2009 e consagrada em maio de 2010 como a primeira bispa lésbica da Comunhão Anglicana. Ao assumir seu posto de bispa sufragânea na diocese de Los Angeles, Glasspool atraiu a ira de grupos conservadores que se opõem à presença de homossexuais na religião. A Igreja Episcopal dos Estados Unidos também foi a primeira da Comunhão Anglicana a ser presidida por uma mulher quando Katharine Jefferts Schori foi eleita a 26a bispa-presidente e primaz dos Estados Unidos na Convenção-Geral de 2006 para um mandato de nove anos.
A primeira bispa diocesana da Comunhão Anglicana foi Penny Jamieson, da Igreja de Aotearoa, Nova Zelândia e Polinésia, eleita bispa de Dunedin em 1989. Ela se aposentou em 2004. Ela foi seguida por Victoria Matthews, da Igreja Anglicana do Canadá, eleita bispa de Edmonton em 1997, posto que manteve até sua aposentadoria em 2007, quando foi eleita bispa de Christchurch na Nova Zelândia. Matthews foi a primeira bispa canadense, tendo sido eleita bispa sufragânea na diocese de Toronto em 19 de novembro de 1993 e ordenada ao episcopado em 12 de fevereiro de 1994. Até 2015, outras oito mulheres foram eleitas na Igreja Anglicana do Canadá.
Em 2013, Helen-Ann Hartley se tornou a primeira mulher ordenada na Igreja da Inglaterra  a se tornar bispa quando foi eleita Bispa de Waikato e bispa diocesana conjunta na Diocese de Waikato e Taranaki. Desde 2017, a Reverenda Dra. Eleanor Sanderson serviu como Bispa Assistente de Wellington. Wai Quayle tornou-se a primeira mulher indígena a ser eleita bispa na Igreja Anglicana em Aotearoa, Nova Zelândia e Polinésia em 2019.
Após um longo debate a Igreja Anglicana da Austrália decidiu em 28 de setembro de 2007 que mulheres poderiam ser consagradas bispas. As primeiras mulheres ordenadas como bispas foram Kay Goldsworthy (bispa-assistente de Perth) em 22 de maio de 2008 e Barbara Darling (bispa-assistente de Melbourne) em 31 de maio de 2008. Mais tarde, Goldsworthy foi eleita bispa de Gippsland em 2015. Desde então, outras quatro mulheres foram ordenadas bispas na Igreja Anglicana da Austrália, sendo Sarah Macneil – eleita bispa de Grafton em 2014 – a primeira diocesana. Em agosto de 2017, Goldsworthy foi eleita arcebispa de Perth e, ao assumir o cargo em 10 de fevereiro de 2018, tornou-se a primeira arcebispa da história do anglicanismo.
Em 2012, Ellinah Ntombi Wamukoya se tornou a primeira bispa africana após ser eleita para presidir a diocese de Suazilândia da Igreja Anglicana da África Austral. Logo após sua posse, Margaret Vertue foi eleita bispa da diocese de False Bay, da mesma província, tomando posse no início de 2013. No mesmo ano, a Igreja da Irlanda consagrou Pat Storey, a primeira reverenda do país, como bispa de Meath and Kildare. Ela foi escolhida pela Câmara dos Bispos para suceder Richard Clarke no posto. Ela foi consagrada na Catedral da Santíssima Trindade em Dublin, se tornando a primeira bispa a atuar nas Ilhas Britânicas.
Ainda em 2013, a Igreja de Gales aprovou uma lei canônica permitindo a ordenação de bispas. A medida foi incluída no Código de Práticas em setembro do ano seguinte. Em 2 de novembro de 2016, Joanna Penberthy foi eleita bispa de St Davids, sendo consagrada em janeiro de 2017. Ela foi seguida por June Osborne, eleita bispa de Llandaff em fevereiro de 2017. Eggoni Pushpa Lalitha também foi eleita bispa na Igreja do Sul da Índia em 2013. Ela foi ordenada como bispa de Nandyal em 29 de setembro de 2013.
A Igreja Episcopal do Sudão do Sul, a mais nova província da Comunhão Anglicana, conta com uma bispa desde sua criação em 31 de julho de 2017. A Reverenda Elizabeth Awut Ngor havia sido consagrada como bispa-assistente da diocese de Rumbek em 31 de dezembro de 2016, antes da separação das províncias do Sudão e do Sudão do Sul. A sua nomeação foi a primeira numa das igrejas participantes da chamada Conferência Global Anglicana para o Futuro, um grupo criado por províncias conservadoras para fazer pressão contra a adoção de ideias como a aceitação da homossexualidade e a igualdade de gênero pela Comunhão Anglicana. Tal grupo possui uma postura crítica à ordenação de mulheres como reverendas ou bispas.
A indicação de Alison Peden ao cargo de bispa de Glasgow atraiu bastante atenção em janeiro de 2010, uma vez que ela poderia se tornar a primeira bispa das Ilhas Britânicas. Em 2017, a reverenda Anne Dyer foi eleita bispa de Aberdeen e Orkney na Igreja Episcopal Escocesa. Ela foi consagrada em 1° de março de 2018. A Reverenda Marinez Santos Bassotto, eleita para presidir a diocese da Amazônia em 20 de janeiro de 2018, foi consagrada como a primeira bispa anglicana do Brasil. Ela foi eleita Bispa Presidente em 13 de novembro de 2022.
A primeira mulher nomeada bispo na Igreja Anglicana do Quênia (ACK) é Emily Onyango, que foi eleita Bispa Assistente da Diocese de Bondo em janeiro de 2021. Rose Okeno, de 54 anos, tornou-se a segunda mulher bispo e a primeira bispa titular na história da ACK em 12 de setembro de 2021.
A primeira mulher eleita bispo na Igreja Anglicana do México é Alba Sally Sue Hernández, que foi consagrada bispo da Diocese do México em janeiro de 2022.
Em 2022, a consagração de Mary Stallard como Bispo Assistente de Bangor fez com que o Banco Galês de Bispos fosse majoritariamente feminino, uma situação que se presume ser a primeira em qualquer igreja anglicana.
Em 3 de setembro de 2023, Filomena Teta Estevão foi consagrada bispa da Diocese do Bom Pastor, na Igreja Anglicana de Moçambique e Angola, então mais recente província da Comunhão.
Em 2024, Violet Nayak tornou-se a primeira mulher no episcopado da Igreja do Norte da Índia quando foi consagrada para a diocese de Phulbani.

#### Igreja da Inglaterra
Em 2013, Helen-Ann Hartley se tornou a primeira bispa inglesa. No entanto, ela foi eleita para presidir uma diocese da Igreja de Aotearoa, Nova Zelândia e Polinésia (de Waikato) e não da Igreja da Inglaterra. O Sínodo Geral da Igreja da Inglaterra removeu os obstáculos para a consagração de bispas lentamente devido às objeções de alas mais conservadoras da igreja. Após a quase aprovação de uma lei canônica permitindo a ordenação de bispas em 2012, a Câmara dos Bispos decidiu permitir a participação de clérigas em todas as reuniões do órgãos como se fossem bispas.
Em 2013, a Câmara dos Bispos reforçou seu compromisso em proporcionar às mulheres o direito de se tornarem bispas. Em julho de 2013, o Sínodo Geral reintroduziu a lei canônica que seria discutida em novembro. Foi aprovado em novembro um pacote de medidas que permitiram a consagração de mulheres como bispas. Em fevereiro de 2014, o Sínodo Geral enviou um projeto de lei canônica para todas as dioceses da Igreja da Inglaterra. Este foi aprovado de maneira unânime pelas dioceses, o que permitiu sua discussão no Sínodo Geral que seria realizado em Iorque em julho de 2014. A legislação foi aprovada em todas as câmaras da igreja em 14 de julho de 2014. Ganhou a aprovação parlamentar necessária e a anuência real nos meses seguintes e foi finalmente aprovada no Sínodo Geral de 17 de novembro de 2014. Assim sendo, Libby Lane foi nomeada bispa de Stockport (sufragânea da diocese de Chester) em dezembro de 2014, sendo consagrada em janeiro de 2015.
Desde então, Alison White foi nomeada bispa de Hull (sufragânea da diocese de Iorque) em 25 de março de 2015, sendo consagrada em 3 de julho do mesmo ano. Rachel Treweek se tornou a primeira bispa diocesana após ser eleita bispa de Gloucester em março de 2015. Em 22 de julho de 2015, ela e Sarah Mullally (bispa de Crediton, sé sufragânea da diocese de Exeter) se tornaram as primeiras mulheres a serem ordenadas bispas na Catedral de Cantuária. Treweek também se tornaria a primeira mulher a representar a igreja na Câmara dos Lordes, ao ocupar um dos assentos reservados aos bispos da Igreja da Inglaterra em 26 de outubro de 2015.
Em 30 de junho de 2015, foi anunciado que Ruth Worsley seria bispa de Taunton (sufragânea da diocese de Bath e Wells). Em 2 de julho do mesmo ano, Anne Hollinghurst foi nomeada bispa de Aston (sufragânea da diocese de Birmingham). Ambas foram consagradas na Catedral de São Paulo em Londres em setembro de 2015. No mesmo mês, foi anunciado que Christine Hardman seria bispa de Newcastle e, portanto, a segunda bispa diocesana da Igreja da Inglaterra. Ela foi consagrada em novembro de 2015 e também assumiu um assento na Câmara dos Lordes. No mesmo mês, Karen Gorham foi nomeada bispa de Sherborne (sufragânea da diocese de Salisbury). Ela foi a primeira mulher consagrada na Abadia de Westminster num culto realizado em 24 de fevereiro de 2016.
Em 11 de julho de 2017, a Reverenda Guli Francis-Dehqani, nascida no Irã, foi anunciada como primeiro bispo de Loughborough, o único bispo sufragâneo da Diocese de Leicester. Além de seus deveres sufragâneos, ela também tinha "um foco em apoiar o clero negro, asiático e de minorias étnicas (Black, Asian and minority ethnic, BAME), trabalhadores leigos e congregações" dentro da diocese. Ela foi consagrada bispo durante um serviço na Catedral de Canterbury em 30 de novembro de 2017. Isso a tornou a primeira mulher BAME a ser nomeada bispo na Igreja da Inglaterra.
Outro destaque foi dado a nomeação da Reverenda Rose Hudson-Wilkin, jamaicana, em 28 de junho de 2019, como a próxima bispa de Dover, para administrar a diocese de Canterbury em nome do arcebispo de Canterbury. A cobertura da imprensa observou que ela seria a primeira mulher negra a se tornar bispa da Igreja da Inglaterra; Hudson-Wilkin foi consagrada em 19 de novembro, pelo arcebispo Justin Welby, na Catedral de São Paulo.
Entre 2014 e 2018, quase metade das novas nomeações de bispos na Igreja da Inglaterra foram mulheres.

#### Igrejas extra-provinciais
Dentre as igrejas extra-provinciais – igrejas semi-autônomas supervisionadas pelo arcebispo de Cantuária – apenas a Igreja Episcopal de Cuba ordena bispas, a primeira das quais foi Nerva Cot Aguilera, nomeada sufragânea em 2007. Ela manteve o posto até morrer subitamente em 10 de julho de 2010 após ser internada com anemia severa. Aguilera foi nomeada pelo Conselho Metropolitano, a autoridade eclesiástica da Igreja Episcopal de Cuba, que também nomeou, em janeiro de 2010, Griselda Delgado del Carpio (que, ao lado de Aguilera, foi uma das duas primeiras reverendas ordenadas em Cuba em 1986) como bispa coadjutora. Ela foi ordenada ao episcopado em 7 de fevereiro de 2010 e instalada como diocesana em 28 de novembro de 2010 após a aposentadoria de Miguel Tamayo-Zaldívar.

## Controvérsias e dissidências
A ordenação de mulheres tem sido um tema polêmico na Comunhão Anglicana. Embora a maioria das 38 províncias ordenam mulheres como reverendas e muitas têm removido as barreiras que as impedem de se tornarem bispas, algumas têm adotado passos formais e informais para apoiar aqueles que não podem aceitar o ministério de reverendas e bispas. A Igreja da Inglaterra, por exemplo, criou o escritório do visitador episcopal provinciano (coloquialmente conhecido como "bispo viajante") para pregar para clérigos, leigos e paróquias que não aceitam o ministério de mulheres. Estes são bispos sufragâneos nomeados pelo bispo metropolitano com a função principal de oferecer um ministério alternativo para os fiéis que não aceitam o sacerdócio feminino.
Além disso, um número de grupos foram criados por anglicanos conservadores que vêem a ordenação feminina como representativa de uma tendência desviante da doutrina cristã tradicional. Uma rede de oponentes da ordenação de mulheres, chamada Missão Católica e Evangélica, foi fundada em 1976 e, após a consagração de Barbara Harris como primeira bispa anglicana da história em 1988, um grupo de 22 bispos ativos e aposentados estabeleceram o Sínodo Episcopal da América, mais tarde conhecido como Avançar na Fé. Um capítulo britânico da organização foi estabelecido em 1992.
A ordenação de mulheres também tem provocado dissidências no anglicanismo. Em 1977, desenvolveu-se o movimento de continuação anglicana, visando oferecer uma estrutura paralela para aqueles que se sentiam desconfortáveis com o anglicanismo convencional. Os maiores grupos deste movimento foram contemplados pelo Papa Bento XVI com a publicação do ordinariato pessoal para anglicanos em novembro de 2009. Este documento oferece uma estrutura canônica para grupos de ex-anglicanos que desejam entrar em comunhão plena com a Igreja romana. Embora o impacto a longo prazo do documento seja desconhecido, a curto prazo ele causou o aumento do fluxo de anglicanos insatisfeitos com as posições da Comunhão Anglicana para o catolicismo.